# Vladimír Darida
Vladimír Darida (Plzeň, 8 de agosto de 1990) é um futebolista tcheco que atua como meia. Atualmente, joga pelo Aris.

## Carreira
Darida fez parte do elenco da Seleção Tcheca de Futebol da Eurocopa de 2016.